# Río Singapur
Río Singapur (en malayo: Sungai Singapura; en inglés: Singapore River; en chino:新加坡河) es un río en Singapur, con gran importancia histórica. El río Singapur fluye desde el Área Central, que se encuentra en la región del mismo nombre (Central) en la parte sur de Singapur antes de desembocar en el océano. La cuenca inmediata superior del río Singapur se conoce como el Área de Planificación de Río Singapur, aunque la parte más septentrional de la cuenca se convierte en el valle del río. Como el Área Central es tratado como un distrito central de negocios, casi todas las tierras que lo rodean son comerciales. Es uno de los cerca de 90 ríos en Singapur y sus islas. Es el lugar donde el explorador Raffles hizo el primero puerto comercial de Singapur. El río de Singapur es el río más famoso en ese país.